# Skarb narodów (seria)
Skarb narodów – seria historycznych filmów przygodowych, wyprodukowanych przez studio Walt Disney Pictures. Ukazały się łącznie dwie produkcje - Skarb narodów (National Treasure) z 2004 oraz Skarb narodów: Księga tajemnic (National Treasure: Book of Secrets) z 2007 roku. W rolach głównych wystąpili m.in. Nicolas Cage, Jon Voight, Diane Kruger, Justin Bartha, Sean Bean, Ed Harris i Helen Mirren. Za reżyserię obu filmów odpowiedzialny jest Jon Turteltaub a produkcję - Jerry Bruckheimer.
Dochody box office filmów to odpowiednio - pierwsza część 347,5 mln USD oraz druga część - 459,2 milionów USD.
Produkcje te były dystrybuowane na terenie całego świata przez Walt Disney Studios Motion Pictures.